# Suspension
För den matematiska betydelsen, se suspension (matematik).
En suspension eller sol (ibland även pasta eller slurry) är en kolloidal blandning av fasta partiklar dispergerade i vätska. Partiklarna befinner sig oftast i storleksklassen mellan en nanometer och en mikrometer, men större partiklar förekommer. Inom farmaci används denna beredningsform bland annat för att underlätta kroppens upptag av svårlösliga läkemedel. Några typer av suspension är pappersmassa och målarfärg.
Slurry är även benämningen på ett flytande sprängämne, som används vid gruvdrift.

## Stabilitet
En suspension är stabil så länge repulsiva krafter uppväger de attraktiva van der Waals-krafterna, annars agglomererar partiklarna (klumpar ihop sig). Det är främst elektrostatiska krafter som skapar repulsion, genom det elektriska dubbelskiktet. När två partiklar kommer för nära varandra, uppstår en hög koncentration motjoner mellan dem, vilket får den omgivande vätskan att diffundera in mellan dem och "knuffa isär" dem. Tillsats av polymermaterial som adsorberas på partiklarnas yta kan också hindra dem från att komma så nära varandra att de skulle koagulera irreversibelt.

## Farmaci
Orala suspensioner kan användas för att svårlösliga läkemedel ska kunna tas upp bättre av kroppen. Eftersom de dispergerade partiklarna är små och har en stor specifik yta finns mycket läkemedel tillgängligt för upplösning. Upplöst läkemedel kan sedan absorberas av kroppens celler och därigenom vara verksamt.
Suspensioner kan även användas som bärare av läkemedel som ska appliceras dermalt, det vill säga på huden. De används även inom veterinärmedicinen.